# Oedura nesos
Oedura nesos — вид ящірок з родини Diplodactylidae. Описаний у 2020 році.

## Поширення
Ендемік Австралії. Поширений на острові Ґрут-Айленд в затоці Карпентарія.

## Етимологія
Видова назва nesos з грецької перекладається як «острів» і вказує на острівне поширення цього виду.